# Studienwahltest
Ein Studienwahltest ist ein psychologisches Testverfahren, mit dessen Hilfe Studieninteressierte herausfinden können, welches Fach sie studieren sollten. Studienwahltests gehören als sog. Eignungstests zur Berufseignungsdiagnostik im weiteren Sinn.

## Entwicklung
Studienwahltests gibt es auf freiwilliger Basis schon lange. Sie wurden meist in Zeitschriften für Schüler und von der Arbeitsagentur angeboten und dienten der Entscheidungshilfe, welches Fach man sinnvollerweise studieren sollte. Auch private Bildungsinstitute, also Firmen im Bildungsbereich, bieten derartige Tests unter dem Begriff der Berufseignungsdiagnostik im weiteren Sinn an.
Verpflichtende Studienwahltests waren und sind hingegen selten. Der bekannteste ist der Test für Medizinische Studiengänge. Ansonsten waren Studienwahltests immer nur eine freiwillige Möglichkeit für angehende Studenten, die im Grunde nur im eigenen Interesse der zu Testenden durchgeführt wurden.
In jüngster Zeit haben sich in diesem Bereich aber einige Entwicklungen ergeben, die sich im Zuge des Bologna-Prozesses verstärkt haben, weil man seither im Bildungssektor mehr auf Effektivität, Evaluation achtet und eine Art Optimierung des Bildungssystems anstrebt.
Offiziell, also vonseiten der Universitäten, wurden Studienwahltests erstmals durch den Verbund Norddeutscher Universitäten in größerem Umfang eingesetzt. Diese Tests auf freiwilliger Basis hatten den Zweck, die Zahl der Studienabbrecher schon im Vorfeld zu reduzieren, indem man Studierwilligen eine Hilfe bietet, um eine bewusst reflektierte Entscheidung für das jeweilige Studienfach zu treffen.
Auch im Bereich der Lehrerbildung wird seit einigen Jahren versucht, Lehramtsstudenten die Möglichkeit zu geben, sich mit Hilfe eines Studienwahltests auf ihre Neigung und Befähigung zum Lehrerberuf zu prüfen. Hierfür wurde für den deutschsprachigen Raum mit Förderung der EU das von Johannes Mayr und Bernhard Sieland betreute Projekt „Career Counselling for Teachers“ (CCT) ins Leben gerufen. Dabei handelt es sich um eine Selbstbewertung, die verschiedene Universitäten in Deutschland, etwa die Leuphana Universität Lüneburg, sowie Pädagogische Hochschulen in Österreich verpflichtend vorschreiben.
Für das Studium der technischen Fächer, das heißt Ingenieurstudiengänge, haben neun Technische Universitäten (TU9-Gruppe) in einem Gemeinschaftsprojekt einen speziellen Test geschaffen, den sie allen angehenden Ingenieurstudenten mit Nachdruck vonseiten der Studienberatungen empfehlen.
In jüngster Zeit konzipieren immer mehr Universitäten jeweils abgestimmt auch ihre Studiengänge eigene, meist fachbezogene Studienwahltest, die als Online-Self-Assessment durchgeführt werden können. Allgemein besteht ein Trend dahin, dass immer mehr Universitäten derartige Tests einführen, viele kündigen die Implementierung entsprechender Tests an.

## Inhalte
Lange Zeit beschränkten sich viele Tests darauf, das Interesse des Studieninteressenten an einem Fach zu erkunden (Neigungstest).
Es wurden dann so genannte Studierfähigkeitstests entwickelt, also spezielle Tests, mit denen die spezifische Eignung für das jeweilige Studienfach getestet werden sollte. Der einzige zumindest von seinem Anspruch her so konzipierte und wissenschaftlich betreute Eignungstest dieser Art ist der Medizinertest.
Heute bestehen fast alle Studienwahltests aus den Komponenten Neigungs- und Eignungstest. Ferner wird der informatorische Aspekt zudem betont, sprich: die deutliche Darstellung von Studieninhalten, studienorganisatorischen Aspekten sowie Informationen zu hinter den Studienfächern liegenden Berufsbildern. Auch im juristischen Bereich konzipierte die Bucerius Law School in Hamburg einen Eignungstest für die Auswahl ihrer Studenten, der eine Diagnose der Eignung für das Jurastudium ermöglichen soll.
Es ist jedoch noch immer umstritten, ob es tatsächlich möglich ist, mit Hilfe eines Tests die Eignung eines Menschen für ein bestimmtes Studienfach festzustellen.